# Marc Stein (Fußballspieler)
Marc Stein (* 7. Juli 1985 in Potsdam) ist ein deutscher Fußballfunktionär und ehemaliger Fußballspieler.

## Karriere als Spieler
Beim ESV Lok Seddin lernte Stein das Fußballspielen. 1997 ging er zu Dynamo Berlin und blieb dort drei Jahre, ehe er stadtintern zu Tennis Borussia Berlin wechselte. 2003/04 spielte er dort in der neu gegründeten A-Junioren-Bundesliga und errang mit Tennis Borussia den 8. Tabellenplatz. Noch in selbiger Saison erhielt er zwei Einsätze für die erste Mannschaft der Borussia in der Oberliga. Nach Beendigung der Spielzeit verließ er die Berliner.

### Hansa Rostock
Zur Saison 2004/05 wechselte Stein an die Ostseeküste zu Hansa Rostock und spielte dort ausschließlich bei den Amateuren in der Oberliga. Er erhielt 31 Einsätze und wurde mit Hansa II Meister der Fußball-Oberliga Nordost 2004/05. Durch die guten Leistungen bei den Amateuren bekam er zur Saison 2005/06 einen Profivertrag und gehörte seitdem zum Profikader des Vereins, spielte jedoch weiterhin in der zweiten Mannschaft. Am 22. Februar 2006 gab er schließlich sein Debüt für die erste Mannschaft. Beim Nachholspiel in Dresden (0:1) wurde er in der 71. Minute für den Mannschaftskollegen Amir Shapourzadeh eingewechselt. Unter Hansa-Trainer Frank Pagelsdorf erhielt Marc Stein zunächst drei weitere Kurzeinsätze, aber ab dem 28. Spieltag gehörte er für den Rest der Spielzeit zur Stammelf. Sein erstes Tor für Hansa gelang ihm am 29. Spieltag gegen 1. FC Saarbrücken (3:0) zum zwischenzeitlichen 1:0 in der 9. Spielminute. Am Ende erreichte Stein mit Hansa den 10. Tabellenplatz in der 2. Bundesliga.
In der Saison 2006/07 war Marc Stein mit zwei Toren in 33 Spielen am Aufstieg Rostocks in die Fußball-Bundesliga beteiligt. Hierbei ging er in 31 Spielen über die volle Distanz von 90 Minuten. Zudem erhielt Stein einen erstmaligen Einsatz im DFB-Pokal, schied jedoch in der 1. Hauptrunde gegen den Viertligisten SV Babelsberg 03 mit 1:2 aus. Erfolgreicher war die Beteiligung im DFB-Pokal ein Jahr später. Stein erreichte mit Hansa das Achtelfinale und schied dort letztlich mit 1:2 gegen den Zweitligisten und kommenden Aufsteiger TSG Hoffenheim aus diesem Wettbewerb. Zuvor bezwang man den Viertligisten SV Rot-Weiß Hasborn (8:0) und in der 2. Runde den Zweitligisten Kickers Offenbach mit 6:0. Stein verpasste hierbei keine Spielminute und war somit in diesen drei Runden jeweils über die komplette Spielzeit für Hansa auf dem Geläuf. Sein Bundesligadebüt gab Stein am 1. Spieltag im Olympiastadion München beim Rekordmeister FC Bayern München (0:3). Das erste Tor in der höchsten deutschen Spielklasse gelang ihm beim Heimspiel am 10. Spieltag, dem 20. Oktober 2007, in der 56. Minute gegen den FC Schalke 04. Selbiges Tor, erzielt gegen den erst 19-jährigen und späteren Weltmeister Manuel Neuer, fiel in das Kuriositäten-Kabinett der Bundesliga und verschafften Marc Stein viel Anerkennung. Neuer unterlief ein fehlerhafter Abwurf vor die Füße Steins, der seinerseits mit einem gefühlvollen Heber aus 20 Meter Distanz zum 1:1 Endstand traf. Nach diesem Kunststück und ersten Tor für Marc Stein in der Bundesliga äußerten der Protagonist: „Ich werde diese Szene nie vergessen, weil es das erste Bundesligator in meiner Karriere war.“ Der Stammspieler Stein brachte es in seiner ersten Saison in der Bundesliga auf 29 Einsätze für die Rostocker, schaffte sportlich den Klassenerhalt nicht und landete mit den Ostseestädtern am Ende auf dem Abstiegsplatz 17. Den Gang in die 2. Bundesliga trat er nicht mehr an, sein Engagement an der Küste endete und er wechselte innerhalb der Bundesliga.

### Hertha BSC
Zur Saison 2008/09 wechselte Stein ablösefrei zu Hertha BSC und stand für die Berliner in 42 Bundesligaspielen auf dem Platz. Nach dem Abstieg der Hertha in die 2. Bundesliga erhielt er bei der Hertha keinen neuen Vertrag mehr.

### FSV Frankfurt
Er wechselte daraufhin kurz nach Beginn der Zweitligasaison 2010/11 zum Ligakonkurrenten FSV Frankfurt. Dort musste er im Verlauf der Vorrunde gleich zwei Mal wegen Verletzungen pausieren und kam nur auf wenige Einsätze. Im weiteren Verlauf der Saison überwarf sich Stein mit Trainer Hans-Jürgen Boysen und kam nur noch selten in der ersten Mannschaft des FSV zum Einsatz. Mitte August 2011, kurz nach Beginn der Saison 2011/12, einigte sich Stein mit dem FSV Frankfurt auf eine vorzeitige Vertragsauflösung.

### Kickers Offenbach
Stein wechselte die Mainseite und ging zum Drittligisten Kickers Offenbach.

### Stuttgarter Kickers
Zur Saison 2013/14 wechselte Stein nach Offenbachs Zwangsabstieg aus der 3. Liga zum Drittligisten Stuttgarter Kickers. Dort schoss er acht Tore in 102 Ligaspielen. Nach dem Abstieg der Stuttgarter Kickers in die Regionalliga nach der Saison 2015/16 wechselte er zu Energie Cottbus, die ebenfalls in die Regionalliga abgestiegen waren.

### Energie Cottbus
Bereits zum Saisonstart lief Stein als Mannschaftskapitän auf. Nach 82 Ligaspielen für den mittlerweile zur Saison 2018/19 in die 3. Liga aufgestiegenen FC Energie löste Stein, im Januar 2019 immer noch Kapitän, aus familiären Gründen seinen noch bis Saisonende gültigen Vertrag mit dem Verein auf.

### VfB Stuttgart II
Nach der Vertragsauflösung in Cottbus unterschrieb Stein ein Arbeitspapier bei der in der Regionalliga Südwest spielenden Reserve des VfB Stuttgart. Begründet wurde der Wechsel hauptsächlich damit, dass Steins Frau und der gemeinsame Sohn seit seiner Zeit bei den Kickers in Stuttgart leben. Im Dezember 2021 beendete Stein seine aktive Laufbahn.

## Karriere als Funktionär
Am 1. Januar 2022 trat Stein das Amt des Sportdirektors bei den Stuttgarter Kickers an. Die Zusammenarbeit wurde mit Beginn des Jahres 2025 beendet.

## Erfolge
- Aufstieg in die Bundesliga (1): 2007 (mit dem FC Hansa Rostock)
- Aufstieg in die 3. Liga (1): 2018 (mit Energie Cottbus)
- Meister der Fußball-Oberliga Nordost (1): 2005 (mit dem FC Hansa Rostock)